# Pfarrkirche Bärnbach

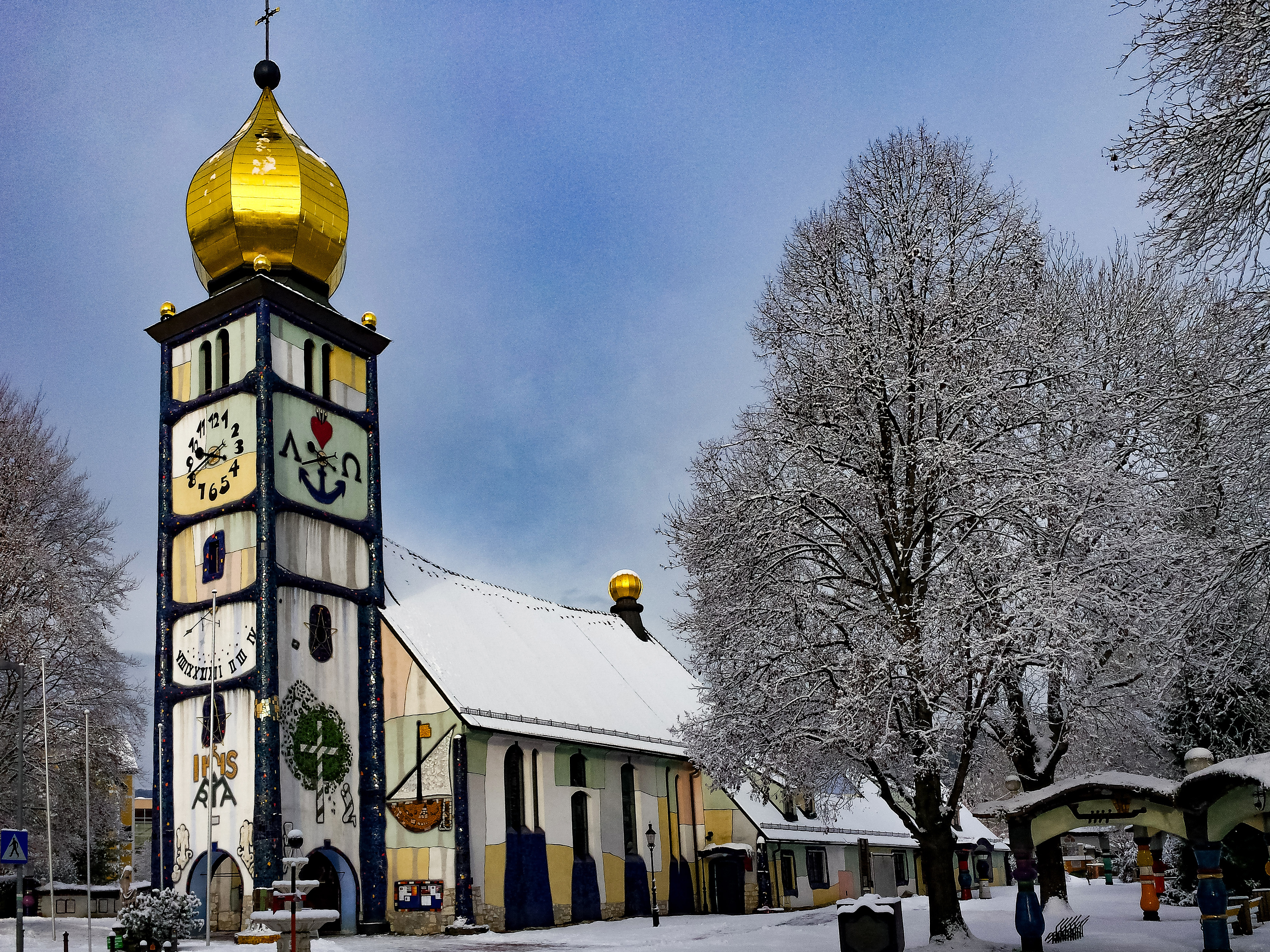
Die Hundertwasserkirche im Winter 2020

Die Pfarrkirche Bärnbach, allgemein als Hundertwasserkirche bekannt, steht in der Stadtgemeinde Bärnbach im Bezirk Voitsberg in der Weststeiermark. Sie ist die Pfarrkirche der römisch-katholischen Pfarre Bärnbach. Die Pfarre gehört zum Seelsorgeraum Voitsberg der Region Steiermark Mitte in der Diözese Graz-Seckau. Patronin der Kirche ist die heilige Barbara.
Die Kirche wurde von 1948 bis 1950 als einfache Nachkriegskirche vom Architekten Karl Lebwohl unter baulicher Mithilfe der Bevölkerung erbaut. Am 1. Jänner 1952 wurde sie zur Pfarrkirche der neu gegründeten Pfarre Bärnbach erhoben. Wegen des schlechten Zustands der Bausubstanz beschloss der Pfarrgemeinderat Ende der 1970er Jahre eine Generalsanierung, die 1986/87 durchgeführt wurde. Ihr folgte bis 1988 eine Umgestaltung des Gebäudes durch den österreichischen Künstler Friedensreich Hundertwasser, die vor allem das äußere Bild betraf.
Die Pfarrkirche von Bärnbach ist eine einschiffige Hallenkirche. Sie hat einen im Süden an das Langhaus angebauten Zwiebelturm mit vergoldeter Zwiebel. Im Nordwesten schließt die Werktagskapelle und im Norden die Sakristei sowie das Pfarrheim an. Die Außenwände sind im Stil des phantastischen Realismus mit bunten Keramikelementen und verschiedenen Farbputzen gestaltet. Der Innenraum ist schlicht gestaltet; die Kirchenausstattung stammt teilweise noch aus der Bauzeit und wurde vor allem von steirischen Künstlern wie Franz Weiss, Gustav Troger und Erwin Talker gestaltet. Das Kirchengebäude ist von einem Park sowie zwölf Torbögen umgeben. Das gesamte Bauwerk steht unter Denkmalschutz (Listeneintrag).

## Lage
Die Kirche steht zentral im Ortsgebiet von Bärnbach, im südlichen Teil der gleichnamigen Stadtgemeinde. Sie ist von einer kleinen Parkanlage umgeben und steht auf einer Seehöhe von rund 425 Metern. Direkt südlich verläuft die Landesstraße L345, die Piberstraße, die Bärnbach mit Piber verbindet. Das Pfarramt steht südlich der Kirche auf der anderen Straßenseite. Der Friedhof der Pfarre liegt etwa 1,5 Kilometer südwestlich, bereits auf dem Gemeindegebiet von Voitsberg, und grenzt direkt an jenen der dortigen Stadtpfarre an.

## Geschichte

### Kirchenbau in der Nachkriegszeit
Bärnbach war seit seiner wohl auf das 12. Jahrhundert zu datierenden Gründung seelsorgerisch von den beiden Pfarren Piber und Voitsberg betreut worden. Durch den aufkommenden Braunkohleabbau, aber auch durch die Glasindustrie in der Gemeinde wuchs die Bevölkerung ab dem 19. Jahrhundert stark an. Im Jahr 1869 hatte Bärnbach 1590 Einwohner, deren Anzahl sich bis 1951 auf 5114 mehr als verdreifachte. Durch das Bevölkerungswachstum wuchs auch der Wunsch nach seelsorglicher Eigenständigkeit. Bereits während des Zweiten Weltkrieges hatte Wilhelm Fleiter, damals Pfarrer von Piber, die Idee zu einem Kirchenbau in Bärnbach. Nach dem Ende des Zweiten Weltkriegs griff der Voitsberger Kaplan Franz Derler den Gedanken eines Kirchenbaus auf, weil er die Kinder der Bärnbacher Bergarbeiter besser betreuen wollte. Fleiter und Derler legten im Mai 1948 dem Ordinariat einen Plan für den Bau einer Kirche mit Pfarrhof und Kinderheim vor. Der geplante Kirchenbau war aber sowohl innerhalb der Kirche als auch in der Bevölkerung von Bärnbach und Hochtregist nicht unumstritten. Dennoch fuhren die Bergleute sowie die Arbeiter in der nahegelegenen Glasfabrik und der Grube Oberdorf teilweise Schichten zugunsten der geplanten Kirche.
Nach einer ersten bezirksweiten Haussammlung erfolgte am 21. Oktober 1948 der Spatenstich durch die Katholische Jugend von Ligist ohne eine offizielle Baubewilligung. Um diese wurde erst nachträglich im Februar 1949 beim Ordinariat angesucht, woraufhin Weihbischof Leo Pietsch bereits am Ostermontag des Jahres 1949 die offizielle Grundsteinlegung vollzog. Beim Bau nach den Plänen des Architekten Karl Lebwohl halfen die Katholische Jugend und die Bergarbeiter mit. Noch im Sommer desselben Jahres konnte das Richtfest gefeiert werden. Am 21. Mai 1950 wurde die Kirche gesegnet und am 4. Juni 1950 fand die erste Jugendstunde in der Sakristei statt. Die ersten beiden Glocken wurden 1951 aufgezogen. Am 1. Jänner 1952 wurde die Kirche zu einer eigenständigen Pfarrkirche erhoben. Franz Derler wurde der erste Pfarrer. Derler ließ in den 1950er Jahren statt des ursprünglich geplanten Pfarrhofs einen Kindergarten und ein Pfarrheim errichten. Die Kirchweihe erfolgte am 27. Oktober 1957.

### Umgestaltung der Kirche
Ende der 1970er Jahre zeigte sich, dass die Bausubstanz der Kirche infolge der billigen Bauweise und -mittel in schlechtem Zustand und eine Generalsanierung nötig war. So beschrieb der Pfarrer und Kunsthistoriker Günter Rombold den Zustand der Kirche bei einem Besuch als „armselig“ und der Pfarre auf Dauer kaum zumutbar. In der Folge beschloss der Pfarrgemeinderat 1979 die Generalsanierung der Pfarrkirche, obwohl es noch keine Pläne für eine Umgestaltung gab und auch das Geld dafür fehlte. Der Bärnbacher Pfarrer Friedrich Zeck besuchte im Juni 1981 eine Ausstellung im Grazer Kulturhaus mit Werken von Friedensreich Hundertwasser. Zeck gefiel der Stil Hundertwassers, weshalb ihm die Idee kam, den Künstler mit der Gestaltung seiner Pfarrkirche zu betrauen. Er weihte den in Bärnbach lebenden Briefmarkenstecher Wolfgang Seidel in seine Pläne ein, der bereits mehrmals mit Hundertwasser zusammengearbeitet hatte. Als Hundertwasser am 20. August 1984 zu Besuch bei Seidel war, stellte er ihm Zeck vor. Nach einer Besichtigung der Kirche war Hundertwasser einverstanden, unter der Voraussetzung, dass er freie Hand bei der Gestaltung habe. Hundertwasser verzichtete auch auf ein Honorar oder sonstige Entlohnung, so dass die Pfarre nur die Arbeiter und das Material zu bezahlen hatte. Bei Gesprächen mit Hundertwasser äußerten sich einige Pfarrgemeinderäte zunächst negativ zu dessen möglicher Mitwirkung bei der Renovierung, änderten ihre Meinung aber nach der Sichtung der ersten Entwürfe.
Nachdem die Pfarre von der Diözese die Freigabe zur Sanierung erhalten hatte, wurde 1986/1987 zuerst das Gebäude saniert. Dabei wurde die Grundstruktur der Kirche kaum verändert und es gab auch keine großen Eingriffe in die Bausubstanz. Hundertwasser präsentierte im April 1987 in Wien einer Abordnung der Bärnbacher Pfarre ein erstes Modell zur Neugestaltung der Kirche. Das Modell konnte in der Osterwoche in Bärnbach von der Bevölkerung besichtigt werden. Die Bevölkerung zeigte sich, bis auf wenige Ausnahmen, angetan von diesem Entwurf, so dass er später in großen Teilen verwirklicht wurde. Der Pfarrgemeinderat fasste am 11. Juni 1987 einstimmig den Beschluss zur Durchführung, den später auch die Diözese Graz-Seckau genehmigte. Hundertwasser wurde der Architekt Manfred Fuchsbichler zur Seite gestellt und es wurde beschlossen, dass er nur die Außenseite gestalten darf. Nach Rücksprachen einigte man sich zusätzlich auf Eingriffe im Chorraum, in der Taufnische und im Vorraum der Werktagskapelle. Mit der Gestaltung des Innenraums wurden heimische Künstler wie Franz Weiss oder Erwin Talker beauftragt. Die Kosten für die Umgestaltung waren mit rund 16,5 bis 17 Millionen Schilling veranschlagt, von denen die Diözese aber nur etwa 7,5 Millionen Schilling zur Verfügung stellte. Die Gemeinde Bärnbach brachte drei Millionen Schilling für die Gestaltung des Umfelds der Kirche auf. Den fehlenden Betrag musste die Pfarre selber erbringen, was vor allem durch Sponsoren und Stifter, aber auch Haussammlungen in der Bevölkerung erfolgte. Hundertwasser selbst stellte die Erlöse aus dem Verkauf seiner 1987 geschaffenen Radierung Bärnbacher Andacht zur Verfügung und zahlte die Vergoldung des Kirchturmdachs und der Dachkugeln selbst.
Am 12. Oktober 1987 wurde mit den Umbauarbeiten begonnen, die bis in den Sommer 1988 andauerten. Am 2. Juli 1988 wurde die neue Turmzwiebel aufgesetzt und am 4. September 1988 weihte Bischof Johann Weber die Kirche neu. Hundertwasser arbeitete nach der Fertigstellung der Kirche noch bis 1991 an der Gestaltung der Außenanlage und der Fertigstellung der dort aufgestellten Torbögen. Von Juni bis Oktober 2016 wurden die Kugeln auf dem Kirchendach sowie die Zwiebelhaube des Turmes neu vergoldet, die dafür vom Kirchturm gehoben werden musste.

## Beschreibung
Die Stadtpfarrkirche wurde nach den Plänen des Architekten Karl Lebwohl als schlichte einschiffige, nach Norden ausgerichtete Hallenkirche mit hohem Turm mit Pyramidendach erbaut. Im Norden schließen die schmälere Sakristei und das Pfarrheim an den Chor an. Im Nordwesten befindet sich in einem kleinen Anbau an die Chormauer mit halbkreisförmigem Schluss die Werktags- oder Wochentagskapelle, die sowohl von außen als auch von innen betreten werden kann. Die Kirche wurde von Friedensreich Hundertwasser, der eng mit der Wiener Schule des Phantastischen Realismus verbunden war, umgestaltet. Dabei wurden auch das bisherige Turmdach durch eine vergoldete Turmzwiebel ersetzt und im Norden eine schmale rechteckige Apsis angebaut. Die Neugestaltung durch Hundertwasser zeichnet sich vor allem durch bunte Farbputze sowie bunte Keramikelemente aus.

### Außenbeschreibung
Die Außenwände des Gebäudes sind durch bunte Gesimse und Lisenen mit Appliken aus Keramik sowie verschiedenfarbige Felder gegliedert. Der Sockel besteht aus unbehauenen Steinen. In zwölf dieser Steine sind die Namen der Apostel eingraviert. Das Kirchenschiff hat ein Schopfwalmdach. Es ist wie die Satteldächer der Sakristei und des Pfarrheims sowie das Kegel- und Schleppdach der Wochentagskapelle mit engobierten Ziegeln gedeckt. Auf der Dachfläche sind mit grünen Ziegeln mehrere unterschiedlich große Kreisflächen dargestellt. Die Dachfirste sind nicht waagerecht, sondern teilweise nach unten eingesenkt. Auf die Dachfläche der Sakristei sind an der Ostseite zwei und auf dem Dach des Pfarrheims drei Dachgauben in unterschiedlichen Höhen aufgesetzt. An der Westseite des Pfarrheims erhebt sich eine langgestreckte Gaube über das Dach. An dem Dachgrat im Norden des Kirchenschiffs steht eine vergoldete Kugel. Zwei Kugeln stehen an den beiden Dachgraten des Pfarrheims und zwei weitere an den Ecken der westlichen Dachgaube. Eine weitere steht auf der Dachspitze der Wochentagskapelle.
Im Laufe der Zeit entstanden durch herablaufendes Regenwasser dunkle Streifen an den Außenwänden der Kirche. Sie waren von Hundertwasser nicht geplant, er sah darin aber eine höhere Fügung und einen Beitrag zu seinem Werk.

#### Kirchturm und Südseite

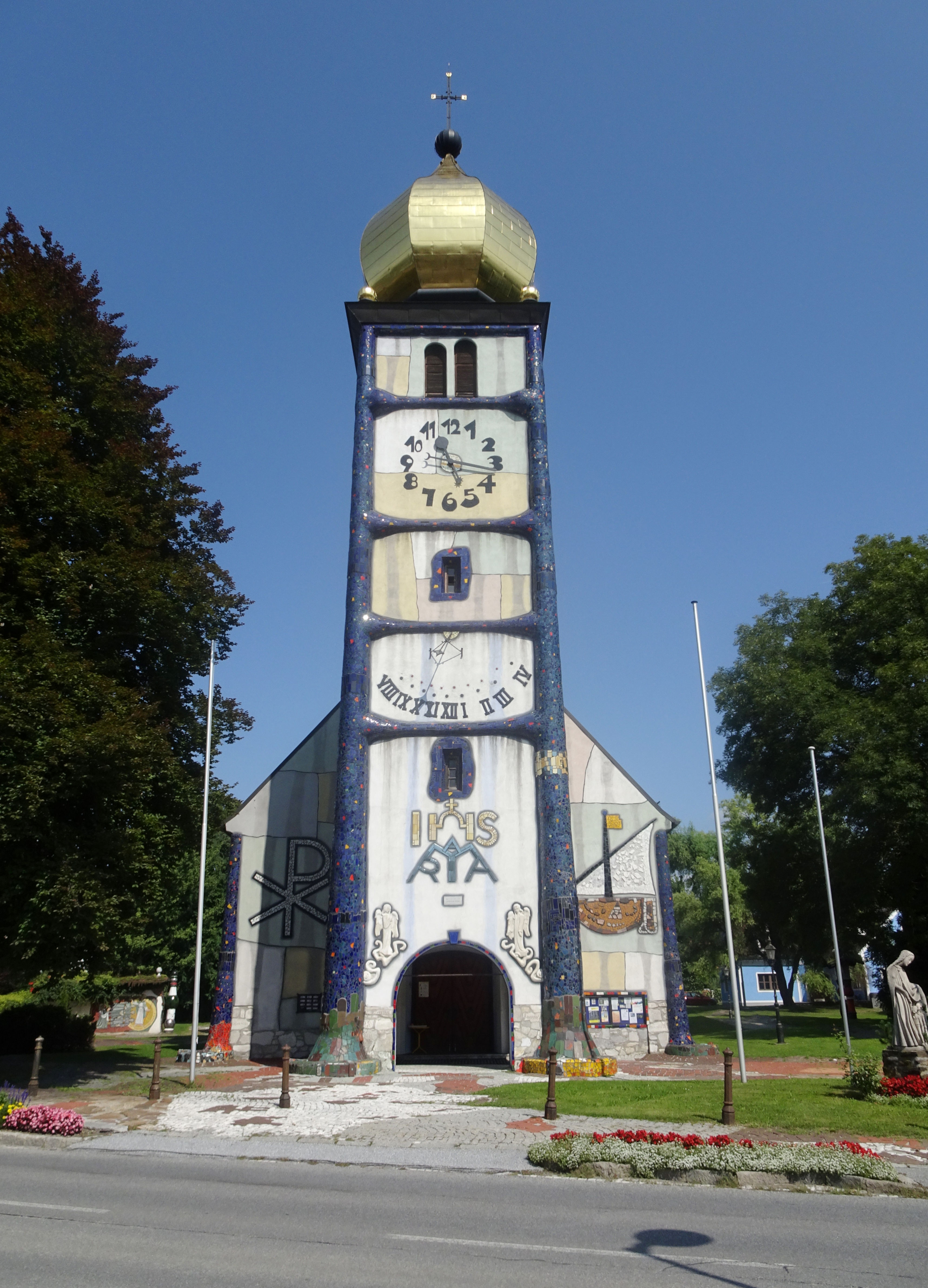
Blick auf den Kirchturm und die Südseite der Kirche

Der 36 Meter hohe Kirchturm ist in die Südfassade der Kirche eingestellt und steht dadurch auf drei Seiten frei. Der Turm wird durch Rundsäulen, Querlisenen, Linien sowie mit durch mit bunten Keramikscherben gerahmte Fenster und Bogenöffnungen gegliedert und ist mit zahlreichen Symbolen geschmückt. Die so abgegrenzten Flächen sind teilweise weiß, teilweise aber auch bunt gefärbt. Wie das Kirchenschiff hat der Turm einen Sockel aus unbehauenen Steinen. Der Turm hat eine vergoldete Turmzwiebel aus Kupferblech, die auf einem Aufsatz aus Kupfer ruht. In den vier Ecken des Aufsatzes ist je eine vergoldete Kugel angebracht. Die Turmzwiebel endet in einer schwarzen Turmkugel mit einem Kreuz aus Schmiedeeisen, dessen Balken in insgesamt drei vergoldeten Herzen als Symbol für die Dreifaltigkeit enden. Durch je einen offenen Rundbogen an der West-, Süd- und Ostseite des Turmes kommt man zum Hauptportal der Kirche. Licht fällt durch zwei übereinander angeordnete Rechteckfenster an der Südseite sowie durch je ein einzelnes Rechteckfenster an der Ost- und der Westseite in den Turm. Die Zeiger der Turmuhr sind auf allen vier Seiten zu sehen, aber nur Nord- und Südseite haben ein Ziffernblatt. Über der Turmuhr im obersten Geschoß befinden sich auf allen vier Seiten je zwei gekuppelte rundbogige und ungleich hohe Schallfenster.
Die Ecken des Turmes und die beiden Ecken der südlichen Langhausmauer werden durch Dreiviertel-Rundsäulen verstärkt, die bis zum Dach reichen und sich nach oben hin verjüngen. Die Sockel der Säulen sind verbreitert. Die Säulen sowie die Querlisenen sind vor allem mit hell- und dunkelblauen Stücken von Bruchkeramik bedeckt, die von gelben, roten, orangen und grünen Stücken ergänzt werden. Sie sollen dadurch Baumrinde ähneln. Die Gestaltung der Säulen wird immer wieder von Ringen aus blauen Fliesen durchbrochen. An der südöstlichen Säule ist ein Ring aus goldenen und silbernen Fliesen als Symbol für die Kirche als Braut Jesu Christi (siehe Mystische Hochzeit) angebracht. Der Boden der offenen Turmhalle ist mit Marmorwürfeln gepflastert und an der Gewölbedecke ist ein blaues Kreuz aufgemalt.
Die Südseite des Turmes wird durch Querlisenen in fünf Flächen unterteilt. In der untersten und größten Fläche ist links und rechts vom Rundbogen je eine 1952 von Josef Papst aus Stuck gefertigte Engelsfigur angebracht. Zwischen den beiden Engeln wurde der 1949 von Weihbischof Leo Pietsch gelegte Grundstein eingemauert. Über dem Grundstein stehen ein IHS als Kurzform des Namens Jesu und ein Marienmonogramm. Beide Schriftzüge gestaltete Hundertwasser mit Keramikstücken. An der Sonnenuhr in der darüberliegenden zweiten Fläche ist die Zeit in Stunden und Halbstunden abzulesen. Das vierte Feld enthält das Ziffernblatt der Turmuhr. Die Zahlen des Ziffernblatts sind im für Hundertwasser typischen Stil ausgeführt.
Die Westseite des Turmes ist in vier Flächen unterteilt. Rechts vom Rundbogen sind mit einem Löwen- und einem Menschengesicht die Symbole der Evangelisten Markus und Matthäus angebracht. Beide Symbole wurden 1952 von Josef Papst in Stuck ausgeführt. Über dem Rundbogen sieht man einen Kelch und einen Brotlaib als Symbole für die Eucharistie. Darüber zeigen zwei rechteckige graue Flächen die ursprüngliche Farbgebung der Kirche vor der Umgestaltung durch Hundertwasser. Die dritte Fläche des Kirchturms zeigt ein Zifferblatt, das aber statt Zahlen mit vier Tiersymbolen verziert ist, einer Friedenstaube, einer Muschel mit Perlen, einem Fisch sowie zwei Schafen bzw. Lämmern. Die Entwürfe für die Symbole auf dieser Seite des Turms stammen von dem steirischen Maler und Bildhauer Franz Weiss. Wie die Westseite so ist auch die Ostseite des Turms in vier Felder unterteilt. Links vom Rundbogen sind hier mit einem Adler- und einem Stierkopf, die ebenfalls von Papst in Stuck ausgeführten Symbole der Evangelisten Johannes und Lukas angebracht. Über dem Rundbogen ist ein Baum mit einem Kreuz dargestellt, vor dem ein Mensch betend kniet. Das dritte Feld enthält wie auch auf der Ostseite ein Zifferblatt der Turmuhr mit Symbolen statt Zahlen. Die Symbole stehen für die drei christlichen Tugenden. Links und rechts stehen Alpha und Omega für Gott und den Glauben, ein Anker für die Liebe und ein Herz mit drei Nägeln für Jesus und die Liebe. Das Zifferblatt an der Nordseite hat römische Zahlen.
Die Südseite des Langhauses hat zahlreiche, durch Linien voneinander getrennte bunte Flächen. An der Mauer westlich des Turmes ist in weißer Keramik ein Christusmonogramm angebracht. Ein Schiff, das das Schiff Petri darstellen soll, ziert die Mauer östlich vom Turm.

#### Ost-, West- und Nordseite
Wie die Südseite sind auch die anderen Seiten des Kirchenschiffes durch mehrere farbige Putzflächen und dunkle Linien gegliedert. Insgesamt sieben unterschiedlich große und verschieden geformte Rundbogenfenster lassen an der Ostseite Licht in das Innere des Kirchenschiffs. Diese sieben Fenster entstanden durch eine Umgestaltung der ursprünglich neun Fensteröffnungen durch Hundertwasser. Unterhalb der Fenster sollen große blaue Flächen aus Keramik den Eindruck von fließendem Wasser vermitteln.
Die Westseite des Kirchenschiffs ist wie die Ostseite gestaltet. Das Licht dringt hier durch insgesamt zehn unterschiedlich große und verschieden geformte Rundbogenfenster ins Kircheninnere. Ein Teil dieser Fenster erhielt nachträglich einen Schlussstein. Wie an der Ostseite wurde auch hier die Fläche unterhalb der Fenster mit blauer Keramik belegt. Unterhalb der drei östlichen Fenster wurde nachträglich ein Rundfenster ausgebrochen. Es hat ein Spiralmuster und wurde außen mit oranger Keramik gerahmt, um den Eindruck einer Sonne zu erwecken. Nördlich dieses Rundfensters ist ein altes Missionskreuz aus Holz aufgehängt.
Durch ein Rundfenster über der Apsis an der Nordseite des Kirchenschiffs gelangt Licht in den Chorraum. Dieses Rundfenster ist wie ein Wagenrad gestaltet. Ein in die Nordseite eingemauerter plastischer Kopf soll einen schreienden und warnenden Engel darstellen. An der nordwestlichen Ecke des Kirchenschiffes ist die halbrunde Wochentagskapelle mit ihrem Vorraum angebaut. An der Nordseite der Kapelle lässt ein außen aus sieben Feldern bestehendes Fenster Licht in den Innenraum, das dort durch sechs Fensterschlitze fällt. Der Vorraum der Kapelle ist südlich an sie angebaut. Er hat an seiner Westseite ein vergittertes Rechteckfenster und seine südwestliche Ecke wird durch eine verzierte Säule verstärkt. An der Südseite ist die Kapelle von außen zugänglich. Die mit blauer Keramik gerahmte Kapellentür wird von einem grasbewachsenen und geschwungenen Vordach geschützt, das auf zwei gusseisernen Säulen ruht. Der Übergang zum Kirchenschiff an der südöstlichen Ecke des Vorraums ist als mit blauer Keramik verkleidete Hohlkehle ausgeführt.

#### Sakristei und Pfarrheim
Die Außenwände der Sakristei und des Pfarrheims sind wie die des Kirchenschiffs durch mehrere farbige Putzflächen und dunkle Linien gegliedert. Die Sakristei schließt im Norden direkt an das Kirchenschiff an und ist etwas nach Osten versetzt. In diesem Vorsprung befindet sich ein Zugang zur Sakristei. Die Sakristeitür wird durch ein mit Gras bewachsenes gewölbtes Vordach, das auf einer roten Konsole und einer gusseisernen Säule ruht, vor der Witterung geschützt. Am Pflasterboden vor dem Zugang ist ein weißes Fragezeichen zu sehen. Die südöstliche Gebäudeecke der Sakristei wird durch eine Säule verstärkt, die wie jene an der Südseite der Kirche gestaltet ist. Neben der Säule sind an der östlichen Mauer noch die ursprünglichen Proben mit dem Farbputz erhalten, die belassen wurden. Direkt nördlich an die Sakristei ist das Pfarrheim angebaut. Die Ostseite von Sakristei und Pfarrheim hat insgesamt fünf rechteckige, mit blauen Keramikscherben gerahmte Fenster. Auch der Zugang zum Pfarrheim liegt auf dieser Seite. Er hat ebenfalls ein mit Gras bewachsenes gewölbtes Vordach, das auf zwei Keramiksäulen aufsitzt. Die Tür selbst wird auf drei Seiten von Fenstern gesäumt und ist mit oranger und roter Keramik gerahmt. Die Fenster an den Seiten reichen bis zur halben Höhe der Tür.
An der Nordseite des Pfarrheims liegt der Zugang zur Messnerwohnung. Das grasbewachsene flache Vordach des Zugangs ruht auf zwei roten Konsolen. Das rechteckige Fenster über dem Vordach hat einen blauen Keramikrahmen. Die Gebäudeecken an der Westseite werden durch Säulen verstärkt, die wie jene des Kirchenschiffs gestaltet sind. Insgesamt hat die Westseite der Pfarrheims sechs keramikgerahmte Rechteckfenster, drei im Erdgeschoß und drei auf Höhe der Dachgaube. Durch eine Tür mit gewölbtem Vordach aus Blech gelangt man in das Erdgeschoß des Pfarrheims. Eine weitere Tür führt in das Erdgeschoß der Sakristei.

### Innenbeschreibung

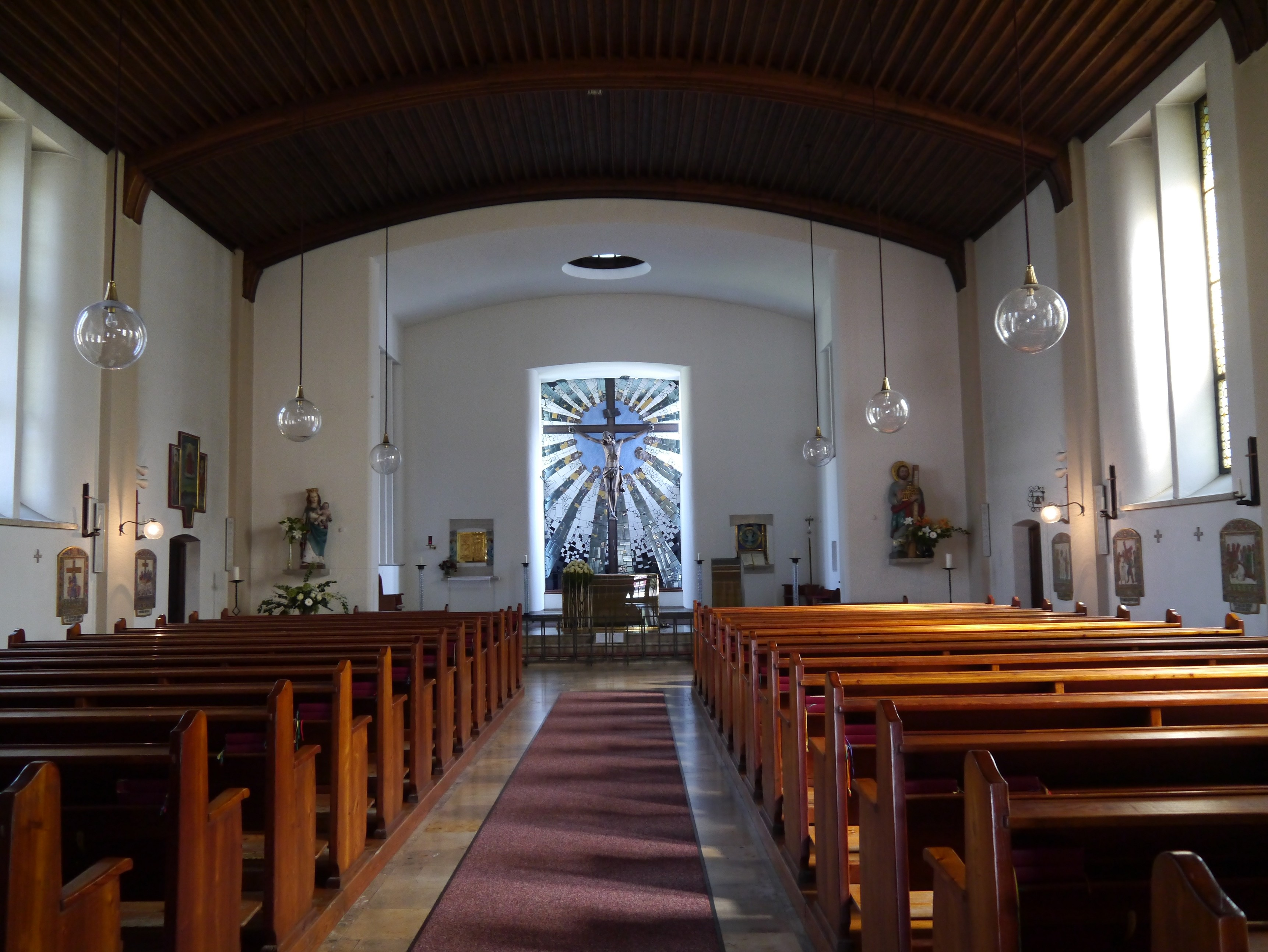
Blick durch das Langhaus auf den Chorraum

Das einschiffige Langhaus wird von einer Holzdecke mit flacher Wölbung überspannt. Die Langhausfenster sind auf der Innenseite rechteckig. Die Empore im südlichen Teil des Langhauses ruht auf zwei Rundsäulen und hat einen vorspringenden Mittelteil. Links und rechts des Kirchenportals führt je eine Treppe hoch zur Empore, über die man durch eine Tür hinter der Orgel das Turminnere betreten kann. Unter der Empore befinden sich im Westen die Taufnische mit geschwungener südlicher Wand sowie im Osten eine Nische für die Beichtstühle. Durch eine Tür an der Ostseite des Langhauses kommt man in die Sakristei, durch eine an der Westseite in den Vorraum der Werktagskapelle.
Der eingezogene Chor hat ebenfalls eine Decke mit flacher Wölbung und ist gegenüber dem Langhaus um drei Stufen erhöht. Die Altarwand an der Nordseite war ursprünglich flach, ehe Friedensreich Hundertwasser eine rechteckige Apsis anbaute. Diese ist gegenüber dem Chorraum um eine Stufe erhöht. Durch eine Rundöffnung an der Decke sowie durch je zwei rundbogige Fenster an der Ost- und Westseite der Apsis fällt Licht in den Chorraum. Mehrere schmale Hochkantfenster an der Ostseite schaffen stilistisch eine Verbindung zur Werktagskapelle. Auf dieselbe Weise wird an der Ostseite eine Verbindung zur Sakristei hergestellt. Seitlich der Apsis sind zwei kleine Nischen für das Tabernakel sowie zur Aufbewahrung des Evangeliums in die Nordwand des Chores eingelassen.

#### Chorraum
In der Apsis hängt ein großes hölzernes Altarkreuz, das von Franz Weiss bereits für den Neubau der Kirche geschaffen worden war. Im Zuge der Umgestaltung wurde die von Weiss gefertigte Figur des Gekreuzigten gegen eine überlebensgroße barocke Christusfigur aus der Kirche am Heiligen Berg ausgetauscht. Diese ist ein Werk von Philipp Jakob Straub und stammt aus der ersten Hälfte des 18. Jahrhunderts. Der von Weiss gefertigte Christuskorpus wurde in die Kapelle in der Peter Leitner-Siedlung gebracht. Umgeben ist das Altarkreuz von einem von Friedensreich Hundertwasser gestalteten Strahlenkranz mit 21 Strahlen. Diese Strahlen aus weißem Marmor, mit Gold und Silber überzogenen sowie gelben, silbrigen, weißen und schwarzen Keramiken sind an den Rändern der Apsis dunkel und werden zum Kreuz hin heller.
Das 1948/1949 von Franz Weiss gestaltete Tabernakel steht in einer Nische links vom Altarkreuz. Seine Türen zeigen in getriebenem Kupfer als Symbole für die eucharistischen Gaben Wein und Brot links einen Kelch mit einer Weintraube und rechts eine von einem Strahlenkranz umgebene Hostie sowie darunter drei Getreideähren. An den beiden Seiten der Nische ist je eine 1999 von Zvonka Požun geschaffene Glasmalerei eines Engels angebracht. Die Nische rechts vom Altarkreuz dient als Evangeliumsnische. Sie wurde von Weiss mit drei Hinterglasmalereien mit vergoldeten Rahmen gestaltet. An der Rückseite der Nische ist unter den Händen Gottvaters eine Darstellung des Heiligen Geistes in Gestalt der Taube angebracht. An den beiden Laibungen der Nische stehen die Namen der vier Evangelisten.
Den Volksaltar und den Ambo schuf der Grazer Künstler Erwin Talker anlässlich des Kirchenumbaus. Beide Werke sind einfache Glasquader, die angelehnt an die Zahl der Apostel mit zwölf verschiedenfarbigen Schichten von Erde, Sand und Kohle gefüllt sind. Die unterste Schicht bildet weißer Quarzsand vom Heiligen Berg bei Bärnbach, die Braunkohle sowie die zehn Erdschichten stammen aus den Tagebauen der Umgebung. In das Zentrum des Altars sind im Sinne der symbolischen Ordnung der vier Weltgegenden nicht sichtbar vier weitere Erdproben vergraben, die aus Israel, dem Vatikan, Kiew und Dachau stammen. Laut Talker fiel die Wahl auf diese Orte, weil sie jeden Christen betroffen machen und ihn auffordern sollen, über die menschliche Natur nachzudenken.
Die vier aus Glasstäben zusammengesetzten Kerzenständer im Altarraum entwarf der weststeirische Künstler Friedrich Ehrbar. Sie sind um den Volksaltar angeordnet. Vor den Stufen zum Chor stehen zwei Betstühle.

#### Langhaus
An der Nordmauer des Langhauses stehen zwei von Franz Weiss geschaffene Figuren, die den Zugang zum Chorraum flankieren. Die linke Figur stellt die Mutter Gottes mit dem Jesuskind auf dem Arm und einen Apfel haltend dar. Das Jesuskind hält einen Reichsapfel. Die Figur wurde 1950 von Weiss für den Pfarrer Franz Derler geschnitzt und am 1. Mai 1951 geweiht. Während der Kirchenrenovierung 1987/1988 wurde sie in den Originalfarben neu gefasst. Die Farbgebung orientiert sich dabei an den steirischen Landesfarben Grün und Weiß. Maria trägt einen grünen, mit Getreideähren unterbrochenen Übermantel mit roter Unterseite über einem weißen Unterkleid. Die rechte Figur wurde 1988 geschaffen und zeigt den heiligen Josef von Nazaret als Schutzpatron der Kirche, der den Petersdom in seinem linken Arm hält. In seiner linken Armbeuge lehnt ein langer Holzbalken, der ihn als Zimmermann ausweist. In den Balken sind die Namen Jesus und Maria geschnitzt. An seinem linken Fuß lehnt das steirische Wappen.
Über der Tür zur Werktagskapelle hängt ein von Franz Weiss gestaltetes Tafelbild, das in seiner Form an einen Flügelaltar erinnert. Das Bildnis war von Weiss ursprünglich als Altarbild für die neugebaute Kirche entworfen worden. In der Mitte des Bildes steht die heilige Barbara, die Patronin der Kirche, auf einer Wolke über dem Werkgelände der Grube Oberdorf. Flankiert wird sie von den beiden Heiligen Christophorus und Florian.
Die beiden Beichtstühle der Kirche stehen in der westlichen Mauernische unter der Empore. Die Taufnische mit dem Taufbecken aus der Bauzeit der Kirche befindet sich im Osten, ebenfalls unter der Empore. An der geschwungenen Wand beim Taufbecken ist eine Sitzbank angebracht. Das von Hundertwasser nachträglich ausgebrochene Rundfenster beim Taufbecken ist als Spirale aus buntem Glas mit einem Kreuz im Zentrum gestaltet. Die restlichen Langhausfenster sind rechteckig und bestehen aus gelben und weißen Butzenscheiben aus Bleiglas. Sie waren eine Spende der Glasfabrik Adolf Körbitz anlässlich des Kirchenbaus. Zwei Fenster erhielten 1988 von Franz Weiss in der Glaswerkstätte des Stiftes Schlierbach gefertigte Glasmalereien, die sich in ihrer Farbgebung an den anderen Fenstern orientieren. Das vom Taufbecken aus gesehen erste große Fenster an der Westseite zeigt die Taufe Jesu durch Johannes den Täufer. Jesus steht mit nacktem Oberkörper bis zu den Knien im Wasser des Jordans. Johannes gießt mit bloßer Hand das Taufwasser über Jesu Kopf, in der anderen Hand hält er einen Kreuzstab. Am oberen Bildrand ist in einem goldenen Dreieck die Hand Gottvaters dargestellt. Von ihr schwebt der Heilige Geist in Gestalt der Taube herab. Unter diesem Bild sind die Wappen des Papstes Johannes Paul II. und des Bischofs Johann Weber zu sehen. Den unteren Abschluss des Fensters bildet eine Darstellung der beiden Tafeln mit den Zehn Geboten. Das mittlere der drei großen Langhausfenster an der Ostseite zeigt in gelbem, weißem und blauem Glas in der Mitte die heilige Barbara. Sie trägt als Verweis auf ihre Heiligenlegende in der linken Hand einen Turm mit einem Kelch und Hostie in dessen Eingang. Mit der rechten Hand hält sie ein Schwert und die Märtyrerpalme. Über ihrem Kopf schwebt das Auge Gottes. Zu ihrer Linken ist ein Kohlebergwerk mit Förderturm abgebildet und zu ihrer Rechten das Bergmannswappen mit Schlägel und Eisen sowie der Jahreszahl 1988. Unter dem Bild steht eine Anrufung der Heiligen und darunter sind das Logo der Graz-Köflacher Eisenbahn- und Bergbaugesellschaft und die Wappen der Pfarre sowie der Stadtgemeinde Bärnbach zu sehen.
An der Brüstung der Empore hängen acht Bilder. Sie wurden 1982 von Kurt Zisler in Mischtechnik mit Silber und Gold auf mit Polimenten aus Tonerde beschichtetem Leinen gemalt und zeigen symbolisch das Vaterunser. Die 14 Kreuzwegbilder an den Wänden des Langhauses wurden von Rudolf Poitner auf Holztafeln gemalt und haben einen Rahmen aus Gold. Sie wurden am 17. Februar 1989 geweiht. Zur Weihnachtszeit wird eine von Franz Weiss geschnitzte Weihnachtskrippe in der Kirche aufgestellt.

#### Werktags- oder Wochentagskapelle

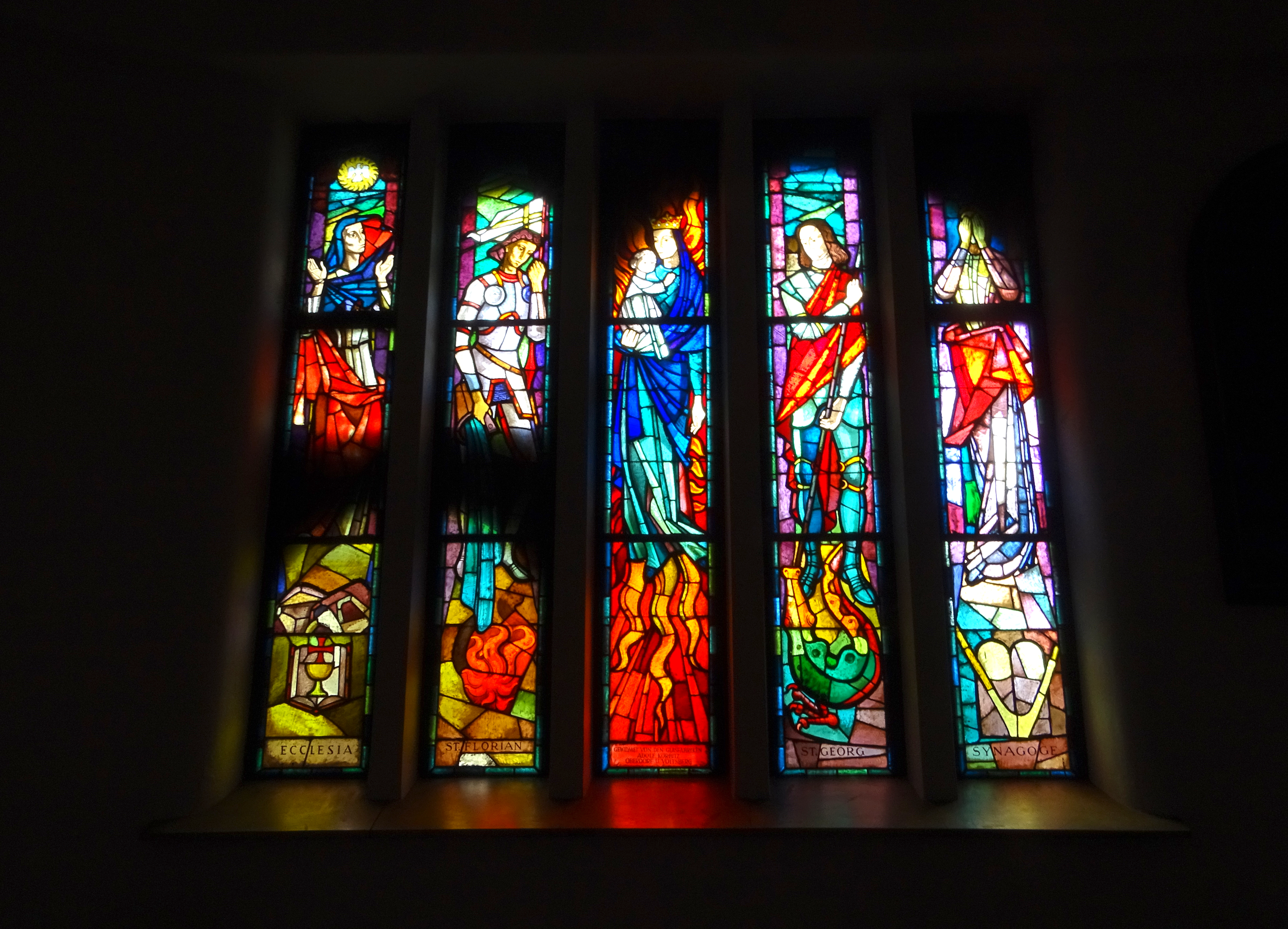
Von Otto Brunner gestaltete Farbglasfenster an der Nordwand der Werktagkapelle

Der Vorraum der Werktagskapelle wurde von Friedensreich Hundertwasser frei gestaltet und wird deshalb auch als „Hundertwasser-Raum“ bezeichnet. In dem unebenen Fußboden sind symbolisch die vier Himmelsrichtungen, die fünf Kontinente, ein Kreuz, die Sonne, eine Krone sowie ein Mensch dargestellt. Die Tür zum Inneren der Werktagskapelle ist an der Nordseite des Vorraums. An der Wand neben der Tür zur Kapelle hinterließ Hundertwasser seine Signatur und das Datum 16. Februar 1988.
Die Werktagskapelle war ursprünglich als Taufkapelle gedacht, nach einiger Zeit erwies sich ihre Lage aber für diese Funktion als ungünstig. Die Kapelle hat an der Nordseite fünf schmale Farbglasfenster sowie durch mehrere schmale Hochkantfenster an ihrer Ostseite eine stilistische Verbindung zum Chorraum. Der Altar in der Kapelle wurde von Gustav Troger aus 690 grünlich durchscheinenden quadratischen Glasplatten gefertigt. Diese Glasplatten liegen auf einer Stahlplatte und sind auf 15 Stäbe aus nichtrostendem Stahl aufgefädelt. Rund um den Altar sind die Sitzbänke angeordnet. Hinter dem Altar, in der Rundung der westlichen Wand, hängt ein barockes Bild einer Pietà. Es wird von vier Bildern der Evangelisten gerahmt, die an orthodoxe Ikonen erinnern. In der Kapelle steht auch das von Hundertwasser gestaltete Kirchenmodell, mit dem er seine Pläne vorstellte.
Die fünf Buntglasfenster an der Nordwand der Werktagskapelle wurden 1950 von Otto Brunner im Auftrag der Glasfabrik Adolf Körbitz gestaltet. Die drei mittleren zeigen Maria und die beiden Heiligen Florian und Georg. Gerahmt werden sie von zwei Fenstern mit Darstellungen der Ecclesia und Synagoge, wobei die Figur der Synagoge statt verbundener Augen sich die Hände vor das Gesicht hält.

### Parkanlage
Die Kirche wird von einem Park umgeben, der Teil der von Friedensreich Hundertwasser geschaffenen Gesamtgestaltung der Pfarrkirche ist. Ein Weg führt durch den Park und rund um die Kirche. Im Norden schließt der Pfarrgarten an den Park an.

#### Platz vor der Kirche
Zwischen dem Kirchturm und der Landesstraße liegt ein teilweise gepflasterter Platz. Der Platz wird durch mehrere gusseiserne Pflöcke von der Straße und dem Gehsteig getrennt. In einem Rasenstück steht eine von Alfred Schlosser stammende Statue der heiligen Barbara mit Schutzmantel (siehe Schutzmantelmadonna). Sie hält ihren Schutzmantel über drei Bergknappen mit Grubenlampen. Ein von den Bergknappen der Grube Oberdorf der heiligen Barbara gewidmeter Kohlenhunt soll an den Braunkohlebergbau in Bärnbach erinnern, der eine rund 230 Jahre lange Geschichte hat. Zwischen der Schutzmantelbarbara und dem Kohlenhunt steht ein Brunnen.

#### Prozessionsweg und Torbögen
Durch den Park und rund um die Kirche verläuft ein unebener und unregelmäßig gepflasterter Prozessionsweg, der durch zwölf Torbögen führt. Bei der Pflasterung des Prozessionsweges ließ Hundertwasser nicht ausdrücklich gedeutete, von den Pflasterern frei gewählte Symbole einarbeiten. So legte der Pflasterer Wolfgang Pliessnig etwa ein weißes Fragezeichen vor die Sakristeitür. Andere Zeichen auf dem Weg sind ein Kreuz, zwei Herzen, ein Vogel, ein Schachbrett sowie eine Schnecke. Die zwölf Torbögen stehen für die großen Weltreligionen und -anschauungen. Die eigentlichen Bögen von elf dieser Durchgänge sind auf beiden Seiten mit Symbolen gestaltet. Sie ruhen auf mit bunten Keramikelementen verkleideten Betonsäulen und haben ein mit Gras bewachsenes Dach. Beim Kriegerdenkmal führt der Weg an zwei freistehenden Säulen vorbei.
Das Christentor südöstlich der Kirche ist mit einer Abbildung der Bibel sowie mit einem griechischen, einem koptischen und einem russischen Kreuz verziert. Der Weg führt dann weiter durch das als Doppeltor ausgeführte Afrika- und Ozeanientor. Das Afrikator ist mit einer Maske sowie einem stilisierten Menschen verziert, während man am Ozeanientor ein Boot sowie zwei Tikis und zwei spiralig aufgerollte Korus sieht. Nach dem Doppeltor führt der Weg weiter durch ein schmuckloses Tor, das Tor der Nichtglaubenden. Am folgenden Amerikator sind der Kopf der Federschlange Quetzalcoatl sowie das kreisförmige und durch ein Kreuz geviertelte Symbol der Hopi zu sehen. Anschließend gelangt man zum Tor der Urreligionen mit zwei Labyrinthen und einem symbolischen Altar aus drei Steinen. Nördlich des Pfarrheims steht das Islamtor mit einem Hilal, dem islamischen Halbmond mit Stern, sowie den Namen Allahs in arabischer Schrift. Das folgende Hinduismustor trägt die Symbole einer Swastika und die in Sanskrit geschriebene heilige Silbe Om. Das Tor der jüdischen Religion zeigt neben dem Davidstern die Menora, den siebenarmigen Leuchter. Am südwestlichen Ende des Prozessionsweges steht ein Dreiertor, bestehend aus den Toren des Shintoismus, des Konfuzianismus und des Buddhismus. Am Tor des Shintoismus ist die rote Sonnenscheibe zwischen den beiden Kanji Ni und Hon für den Eigennamen Japans als Land der aufgehenden Sonne sowie ein Torii, ein Torbogen, der an Eingängen zu Schreinen steht, abgebildet. Die acht Trigramme sowie das Symbol des Yin und Yang findet man am Tor des Konfuzianismus. Das für den Buddhismus stehende Symbol des Dharmachakra, des achtspeichigen Rads des Gesetzes, sowie eine Darstellung Buddhas findet man am letzten Torbogen.

#### Kriegerdenkmal

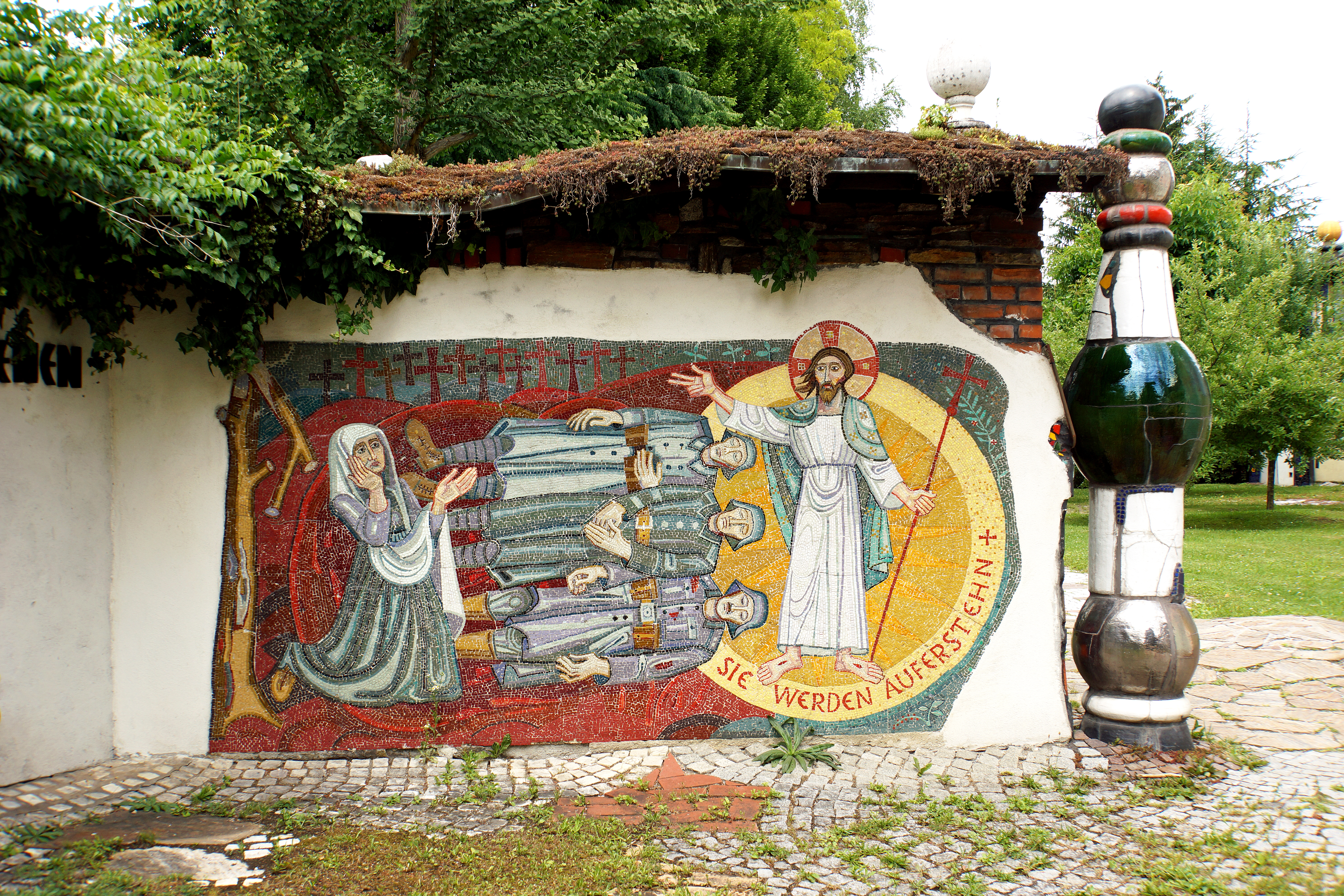
Von Franz Weiss gestaltes Mosaik am Kriegerdenkmal

Das von dem Architekten Friedrich Abel entworfene Kriegerdenkmal steht westlich der Kirche und wurde nachträglich von Hundertwasser an den neu gestalteten Kirchenbereich angepasst. Es erinnert an die während des Zweiten Weltkriegs gefallenen 179 Bewohner aus dem Gebiet der 1952 gegründeten Pfarre. Die Tafeln mit den Namen der Gefallenen sind an einer westlich der Kirche verlaufenden niedrigen Mauer angebracht. Den nördlichen Abschluss des Denkmals bildet eine hohe Mauer mit einem 1958 von Franz Weiss geschaffenen Mosaik. Das Mosaik zeigt die Begegnung von Maria Magdalena mit dem auferstandenen Christus. Maria Magdalena kniet unter einem laublosen Baum, von dem ein Ast abgebrochen ist. Zwischen den beiden Figuren liegen drei gefallene Soldaten in einem Grab. Unter Christus stehen die Worte „SIE WERDEN AUFERSTEHN †“.

## Orgel

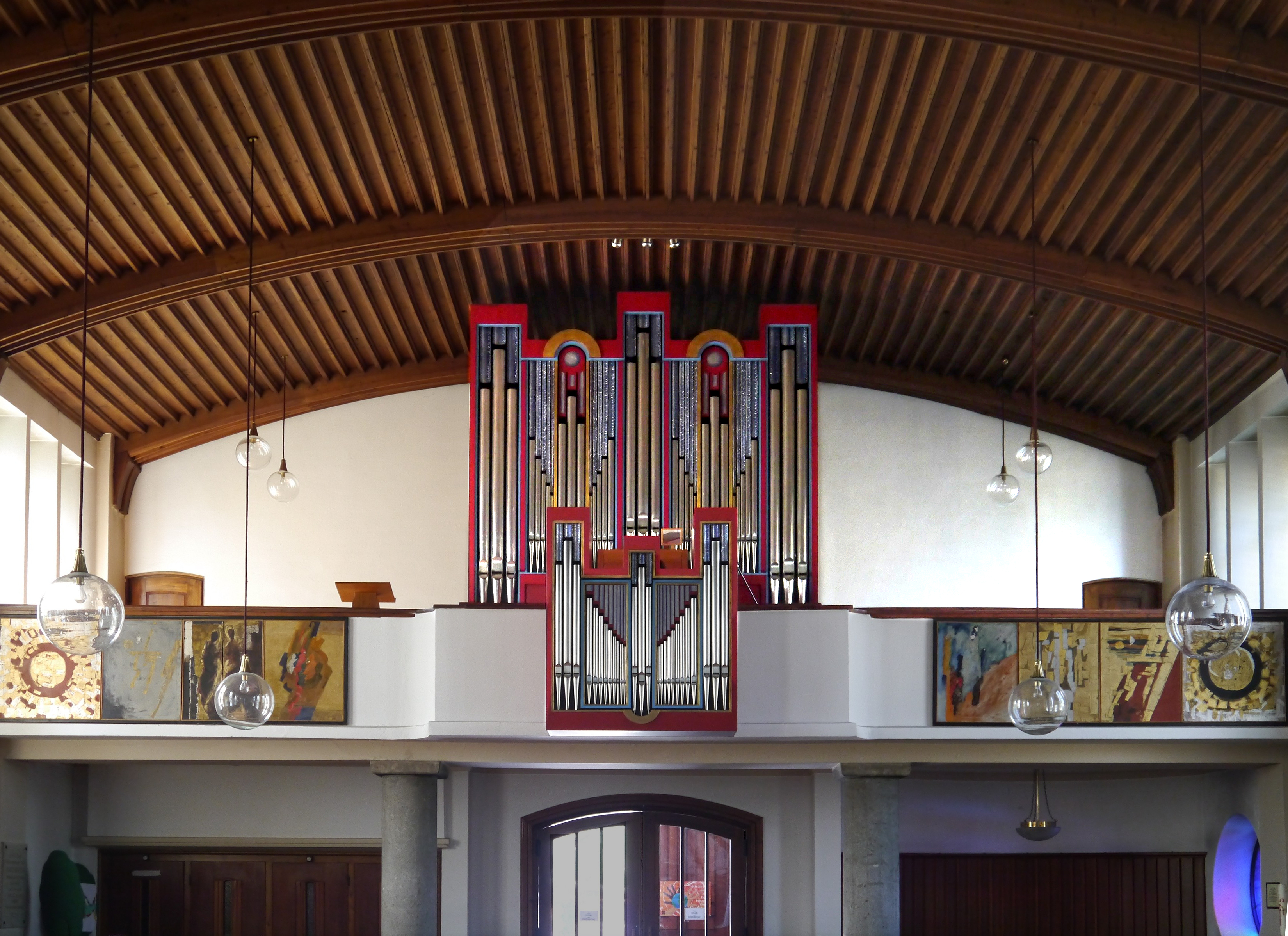
Blick auf die Empore mit der Rieger-Orgel

Eine erste Orgel wurde 1955 von den Brüdern Hopferwieser aufgestellt und am 4. Dezember des Jahres geweiht. Es war eine Brüstungsorgel mit Freipfeifenprospekt und pneumatischer Traktur. Die ursprüngliche Planung der Hopferwieser-Orgel sah 14 Register vor, von denen aber nur sechs ausgeführt wurden. Vollständig fertiggestellt wurde diese Orgel jedoch nie, auch der Subbass kam erst 1967 nachträglich hinzu. Im Zuge der Neugestaltung der Kirche 1987/1988 wurde die Neuanschaffung einer Orgel beschlossen. Die neue Orgel mit Rückpositiv, zwei Manualen, Pedal, 21 Registern, 1340 Pfeifen und mechanischen Schleifladen baute 1994 Rieger Orgelbau. Sie wurde am 4. September desselben Jahres von Josef Bierbauer, dem damaligen Ordinariatskanzler der Diözese Graz-Seckau, geweiht.
Die Orgel hat folgende Disposition:
| I Manual (Rückpositiv) |       |
| Gedackt                | 8′    |
| Rohrflöte              | 4′    |
| Sesquialtera           | 2 ⁄3′ |
| Principal              | 2′    |
| Quinte                 | 1 ⁄3′ |
| Scharff III            | 1′    |
| Krummhorn              | 8′    |
| Tremulant              |       |

| II Manual (Hauptwerk) |       |
| Principal             | 8′    |
| Metallgedeckt         | 8′    |
| Gamba                 | 8′    |
| Octave                | 4′    |
| Flöte                 | 4′    |
| Quinte                | 2 ⁄3′ |
| Superoctav            | 2′    |
| Cornett III           | 2 ⁄3′ |
| Mixtur IV             | 1 ⁄3′ |
| Trompete              | 8′    |

| Pedal      |     |
| Subbass    | 16′ |
| Principal  | 8′  |
| Gedackt    | 8′  |
| Choralbass | 4′  |
| Fagott     | 16′ |

- Koppeln: II/I, I/P, II/P

## Glocken
Im Kirchturm hängen vier Glocken. Die beiden ältesten Glocken des Geläuts waren 1949 von der Glockengießerei Oberascher gegossen worden und wurden 1951 aufgezogen. Am 13. November 1955 wurde mit der ebenfalls von Oberascher gegossenen Barbaraglocke die größte Glocke des Geläuts geweiht. Sie war ein Geschenk der Gemeinde Bärnbach an die Pfarre. Eine kleine, vierte Glocke wurde im Zuge der Umgestaltung bei der Glockengießerei Grassmayr in Innsbruck in Auftrag gegeben. Diese Glocke wurde am 12. Oktober 1986 von Rupert Kroisleitner, dem Propst des Stiftes Vorau, zu Ehren von Josef und Maria geweiht. Die Glocken bilden mit ihren Schlagtönen in den Tonintervallen kleine Terz – große Sekunde – kleine Terz das sogenannte Idealquartett, in manchen Kirchengemeinden auch Parsifalmotiv – nach Richard Wagners gleichnamiger Oper – genannt.
Das aktuelle Geläut umfasst damit folgende vier Glocken:
| Nr. | Name          | Gussjahr | Gießer, Gussort                      | Durchmesser | Masse      | Schlagton (HT−1⁄16) | Glockenzier |
| --- | ------------- | -------- | ------------------------------------ | ----------- | ---------- | ------------------- | ----------- |
| 1   | Barbaraglocke | 1955     | Glockengießerei Oberascher, Salzburg |             |            | f′                  |             |
| 2   | –             | 1986     | Glockengießerei Grassmayr, Innsbruck |             | ca. 530 kg | as′                 |             |
| 3   | –             | 1949     | Glockengießerei Oberascher, Salzburg |             |            | b′                  |             |
| 4   | –             | 1949     | Glockengießerei Oberascher, Salzburg |             |            | des′′               |             |

## Pfarre
Der Pfarrsprengel der Pfarre Bärnbach wurde am 1. Jänner 1952 geschaffen. Davor war das heutige Pfarrgebiet auf die beiden Pfarren Piber und Voitsberg aufgeteilt. Die ältesten Kirchenbücher stammen aus dem Jahr der Pfarrgründung. Seit 1970 gibt es einen Pfarrgemeinderat. Die Pfarre gehörte seit ihrer Gründung zum Dekanat Voitsberg. Nach der Auflösung des Dekanats Voitsberg im Jahr 2018 im Rahmen einer Strukturreform gehört die Pfarre seit dem 1. September 2020 zum Seelsorgeraum Voitsberg der Region Steiermark Mitte; die Pfarrer stellt die Diözese.
Das Pfarrgebiet umfasst einen großen Teil des Gemeindegebietes von Bärnbach, deckt es aber nicht vollständig ab. Zum Pfarrsprengel gehören die drei Stadtteile Bärnbach, Kleinkainach und Oberdorf, außerdem die Orte Schrapfberg, Hochtregist und Marienschacht sowie die Peter Leitner-Siedlung. Der Stadtteil Mitterdorf wie auch die beiden Orte Lichtenegg und Tregisttal gehören dagegen zur Pfarre Voitsberg. Die Orte Afling, Piberegg, die Piberegg Rollsiedlung, Schrott und Weingartsberg sind nach Piber eingepfarrt. Der Ortsteil Freisinggraben wird seelsorgerisch von der Pfarre Kainach betreut. Zur Pfarre gehören auch die 1666 geweihte Filialkirche Hll. Joachim und Anna am Heiligen Berg, die Messkapelle Hl. Florian im Schloss Alt-Kainach, welche die Messlizenz zuletzt 1946 erhielt, sowie mehrere Kapellen.

## Kritik und Rezeption
Die Umgestaltung der Kirche durch Friedensreich Hundertwasser wurde von der Pfarrbevölkerung positiv aufgenommen. Nur von einem kleinen Teil der Bevölkerung wurde als Reaktion auf das von Hundertwasser im Vorfeld gestaltete Kirchenmodell gefordert, die Kirche in ihrer bisherigen Einfachheit zu belassen. Es gab auch antisemitisch motivierte Anrufe bei der Pfarre, die sich gegen den Künstler selbst richteten, dessen Mutter Jüdin gewesen war. Der Großteil der Bevölkerung sprach sich für den Umbau aus und auch der Pfarrgemeinderat stimmte einstimmig dafür. Hundertwasser selbst sagte zu Beginn der Planung, er wolle eine festliche Kirche ohne Angst schaffen, in der ein Franz von Assisi gern zu Hause gewesen wäre. Nach der Fertigstellung bezeichnete er die Umgestaltung der Kirche als das größte Geschenk, das er in seinem Leben bekommen habe. Die Bärnbacher Pfarrkirche ist das einzige von Hundertwasser gestaltete Sakralbauwerk.
Der österreichische Kunsthistoriker und -kritiker Wieland Schmied bezeichnete die Hundertwasserkirche als rundum gelungen, auch wenn er die unterschiedlich großen Kirchenfenster als „zu viel des Guten“ wertete, die einen Eindruck des Chaos und der Willkürlichkeit vermittelten. Als unerwartet beschreibt er auch den Kontrast zwischen dem Äußeren, das wie die Aufnahme in ein Märchenland wirke, und der ernüchternd-kühlen Atmosphäre des schlichten Innenraums. In der deutschen FAZ wurde die Kirche in einem Artikel über die Hundertwasser-Bauten als ein verspieltes, märchenhaft anmutendes Gotteshaus sowie als Kleinod unter den vom Künstler gestalteten Bauwerken bezeichnet.

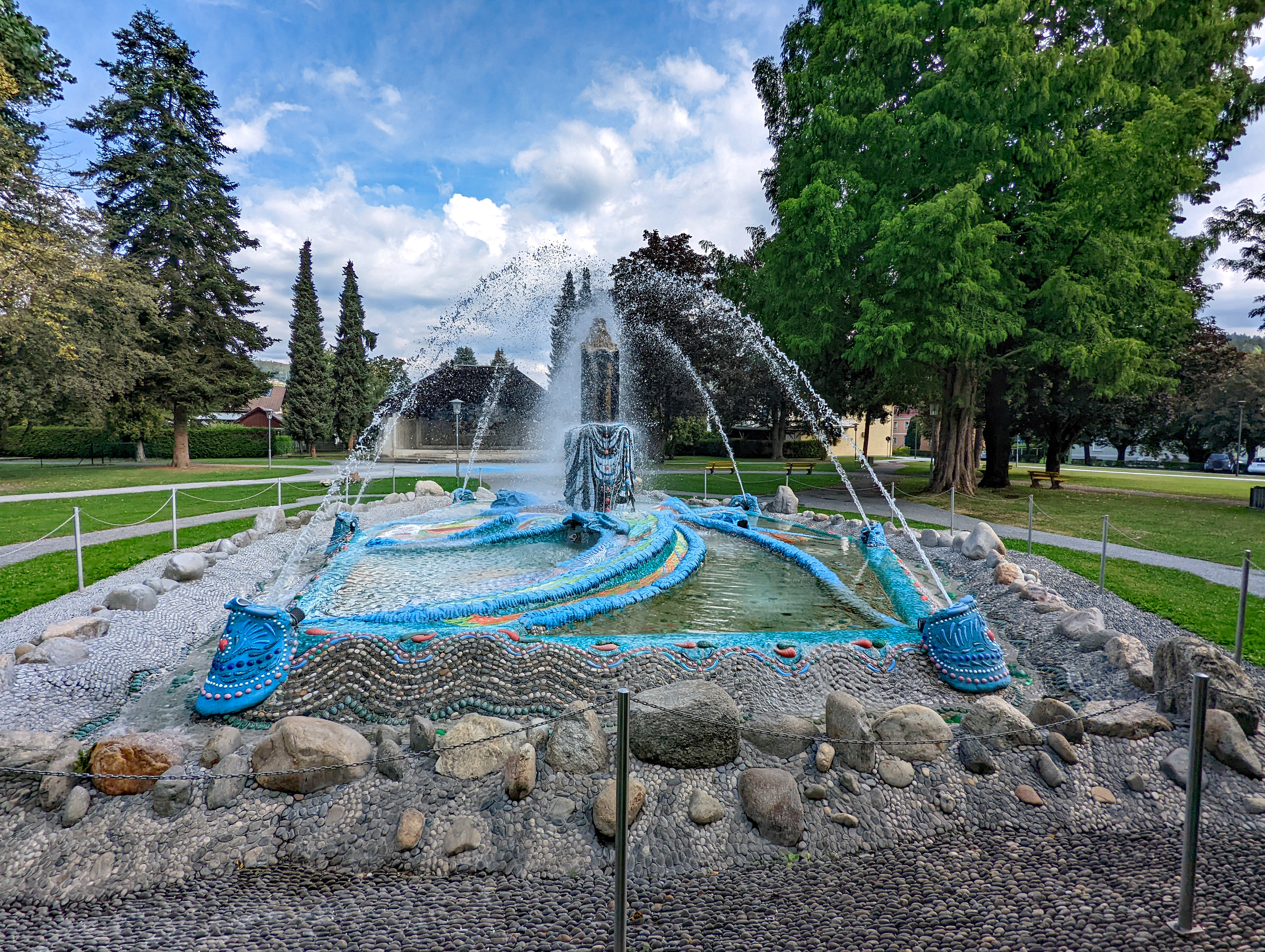
Von Ernst Fuchs entworfener Mosesbrunnen im Bärnbacher Stadtpark

Nach dem Umbau wurde die Kirche weltweit bekannt und wird jedes Jahr von tausenden Menschen besucht. Bärnbach entwickelte sich in weiterer Folge zu einer Kulturstadt, da viele Künstler durch Hundertwassers Werk auf sie aufmerksam wurden. Vor allem andere Vertreter der Wiener Schule des Phantastischen Realismus wirkten in Bärnbach und der näheren Umgebung. So stellte der Maler Ernst Fuchs 1998 im Bärnbacher Stadtpark den von ihm entworfenen Mosesbrunnen auf, nachdem er bereits 1994 einen Entwurf für den Bärnbacher Hauptplatz vorgelegt hatte, der nicht angenommen wurde, und Arik Brauer gestaltete die neue Fassade des 2002 umgebauten Voitsberger Rathauses. Der Zubau der Bärnbacher Hauptschule war 1992 von Robert Zeppel-Sperl gestaltet worden. Von Seiten der Gemeinde Bärnbach wurde versucht, Hundertwasser für weitere Projekte wie die Gestaltung eines Musikpavillons im Stadtpark oder einer Tankstelle zu gewinnen. Hundertwasser sagte zwar zu, es kam aber nicht zu einer konkreten Planung.
Die Hundertwasserkirche wurde mehrfach als verkleinertes Modell hergestellt. Eines dieser Modelle steht im Minimundus in Klagenfurt. Auch außerhalb Österreichs findet man Miniaturen der Kirche. Eines dieser Modelle ist seit 2017 an der Modelleisenbahnanlage im Hamburger Miniatur Wunderland zu sehen. Im 2013 geschlossenen Mini Mundus Bodensee bei Meckenbeuren stand ebenfalls eine Miniatur der Kirche. Auch Hundertwasser selbst fertigte 1987 ein eigenes Modell an, um seine Pläne der Pfarre vorzustellen, welches in der Werktagskapelle in Bärnbach zu sehen ist.